# 大暴れ孫悟空
『大暴れ孫悟空』（おおあばれそんごくう、原題：大鬧天宮、だいどうてんぐう、拼音: Dà Nào Tiāngōng）は、1961年に上海美術映画製作所より製作された京劇仕立ての劇場用カラー長編アニメーション映画。上巻（1961年）・下巻（1964年）を分けて公開された。中国の白話小説『西遊記』第十三回「大鬧天宮」を題材にした作品。チェコで行われた第13回カルロヴィ・ヴァリ映画祭の短編映画特別賞、第22回ロンドン国際映画祭の最優秀映画賞、中国映画百花賞などを受賞した。監督はアジア初の長編アニメ映画『西遊記 鉄扇公主の巻』で有名な万籟鳴（ウォン・ライミン）。
文革期により上映禁止、フィルムが散逸するという事件も発生しており、作中で暴走する孫悟空は中国を混乱させる毛沢東のメタファーと当時みなされていた。1978年より再び完全版が公開されている。また、2012年1月11日に『大鬧天宮3D』のタイトルで、画面の色彩デジタル化をして上映された。
日本では共同映画社提供の46分(全5巻, 501.4m)のバージョンが、1963年頃上映されており、この際は「大あばれ孫悟空」の題名である。近年でも、2012年9月22日より日中友好協会が、日中国交回復40周年を記念して約43分の上巻を公開している記録がある。

## キャスト
| 役名             | 原語版（1961年・1964年） | 大鬧天宮3D（2012年）         |
| ---------------- | ------------------------ | ---------------------------- |
| 齊天大聖：孫悟空 | 邱岳峰                   | 李揚（リー・ヤン）           |
| 東海龍王         | 畢克（ビ・クー）         | 陳凱歌（チェン・カイコー）   |
| 玉皇大帝         | 富潤生（上巻）           |                              |
| 玉皇大帝         | 畢克（ビ・クー）（下巻） | 陳道明（チェン・ダオミン）   |
| 太白金星         | 尚華                     | 張國立（チャン・グオリー）   |
| 太上老君         |                          | 馮小剛（フォン・シャオガン） |
| 巨霊神           | 富潤生                   |                              |
| 二郎神           | 于鼎                     |                              |
| 托塔李天王       | 于鼎                     | 劉燁（リウ・イエ）           |
| 哪吒             |                          | 何炅（ホー・ジョン）         |
| 大仙女           |                          | 姚晨（ヤオ・チェン）         |
| 仙女             | 李梓、劉廣寧             |                              |
| 王母娘娘         |                          | 劉暁慶（リウ・シャオチン）   |
| 武曲星君         |                          | 胡歌（フー・ゴー）           |
| 馬天君           | 于鼎                     | 周立波                       |
| 土地公公         | 畢克（ビ・クー）         | 陳佩斯（チェン・ペイシ）     |

## スタッフ
- 監督：万籟鳴（ウォン・ライミン）、唐澄
- 脚本：李克弱、万籟鳴
- 撮影：段孝萱
- キャラクター原案：張光宇
- 背景美術デザイン：張光宇、張正宇
- 音楽：呉応炬
- 動画：巌定憲（イェン・ティンシエン）、林文肖（リン・ウェンシャオ）、浦家祥、段睿、陸青、葛桂云、張世明、閻善春
- 演奏：上海映画楽団、上海京劇院楽団、新華京劇団楽隊
- 指揮：陳伝熙、張鑫海、王玉璞

## 注・出典
1. ↑  Jonathan Clement homepage. "Jonathan Clement author Archived 2007-01-06 at the Wayback Machine.." Chinese Animations. Retrieved on 2006-12-24.
2. ↑  キネマ旬報1963年5月上旬号 p98
3. ↑  “日中国交回復40周年記念企画 - 甦る！新中国草創期の中国映画連続上映会”.   日本中国友好協会福岡県連合会 (2012年8月25日). 2012-08-28 12:35閲覧。